# A Teia do Aranha
 A Teia do Aranha foi lançada em 1989 pela Abril Jovem, com o objetivo de republicar a origem do Homem-Aranha.
Lançada em outubro de 1989, em formato magazine (20,5 cm x 27,5 cm), a revista teve rapidamente seu formato alterado para formatinho (13,5 cm x 19 cm), já a partir da edição 5.
A partir da edição 75 (janeiro de 1996), passou a publicar histórias inéditas do Homem-Aranha, funcionando como um segundo título mensal do personagem no Brasil, até seu cancelamento em julho de 2000, na edição 129, quando a Abril iniciou a publicação de sua linha Premium.
A revista também serviu para a publicação das sagas Guerras Secretas, Saga do Clone e Homem-Aranha: Gênese.

## Panini Comics
Em Junho de 2010, a Panini lança uma revista mix com o título "A Teia do Homem-Aranha", de periodicidade bimestral.